# Новогорівка
Нового́рівка — село в Україні, у Роздольській сільській громаді Василівського району Запорізької області. Населення становить 1295 осіб. До 2020 орган місцевого самоврядування — Таврійська сільська рада.

## Географія
Село Новогорівка знаходиться біля витоків річки Карачокрак, за 2 км від села Таврія. Поруч проходить автомобільна дорога Н30.

## Історія
1810 — 82 німецькі сім'ї із Бадена заснували поселення Гейдельберг. У 1822 році сюди переїхало ще 10 сімей.
Під час І св. війни його ненадовго перейменували на Журавлеве.
В 1943 році перейменоване в село Новогорівка.
12 червня 2020 року, відповідно до розпорядження Кабінету Міністрів України № 713-р «Про визначення адміністративних центрів та затвердження територій територіальних громад Запорізької області», увійшло до складу Роздольської сільської громади.
19 липня 2020 року, в результаті адміністративно-територіальної реформи та ліквідації  Михайлівського району та Токмацького районів населені пункти  громади увійшли до складу Василівського району.

## Населення

### Мова
Розподіл населення за рідною мовою за даними :
| Мова            | Кількість | Відсоток |
| --------------- | --------- | -------- |
| українська      | 1084      | 83.71%   |
| російська       | 200       | 15.44%   |
| білоруська      | 5         | 0.39%    |
| румунська       | 4         | 0.31%    |
| угорська        | 1         | 0.08%    |
| інші/не вказали | 1         | 0.07%    |
| Усього          | 1295      | 100%     |

## Економіка
- «Дістен», аграрна компанія, ТОВ.

## Об'єкти соціальної сфери
- Школа.
- Будинок культури.